# Погоня Руська
Погоня Руська (пол. Pogoń Ruska) — шляхетський герб українського (руського) походження.

## Історія
Погоня Руська — герб київських князів. Ярослав Мудрий мав християнське ім'я — Юрій (Георгій) на честь святого Юрія Змієборця. На Погоні Руській розміщений саме св. Юрій (Георгій), який вбиває змія. Цей герб носили руські (українські) князі, а також такі міста, як Київ, Кам'янець-Подільський, Володимир, Збараж, Ніжин. Погоня Литовська походить від Погоні Руської і з'явилася як герб пізніше.
Князь Олег приніс щит з гербом Св. Юрія з Константинополя і завісив його на брамі Києва.
Бартош Папроцький подає, що Київ має за герб зображення Святого Юрія, який був наданий місту князями Руськими (Українськими). Цей же герб мало й місто Кам'янець на Поділлі.
Герб був здавна родовим гербом Острозьких, проте пізніше вони змінили зображення св. Юрія на інші герби.
Патроном візантійських імператорів також був св. Юрій. Великі князі Київські, коли прийняли християнство, також обрали собі за покровителя св. Юрія.

## Роди
- Заславські
- Романовичі
- Огінські
- Острозькі
- Святополк-Четвертинські
- Шуйські (гілка у ВКЛ)

## Галерея

### Погоня Руська

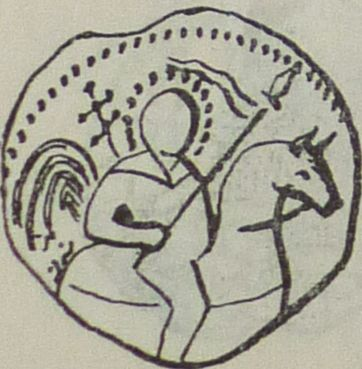
Печатка Мстислава Удадного
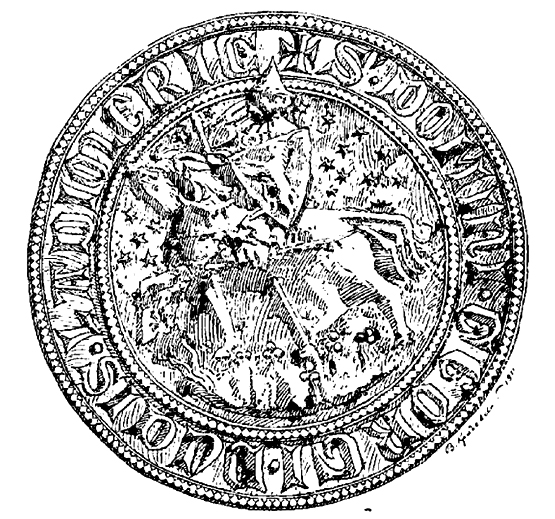
Прорис печатки Юрія Львовича
Герб Кам'янця-Подільського 1374
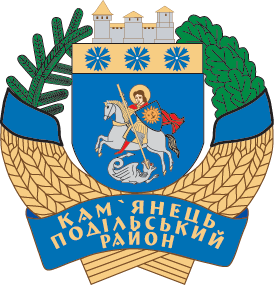
Кам'янець-Подільський район
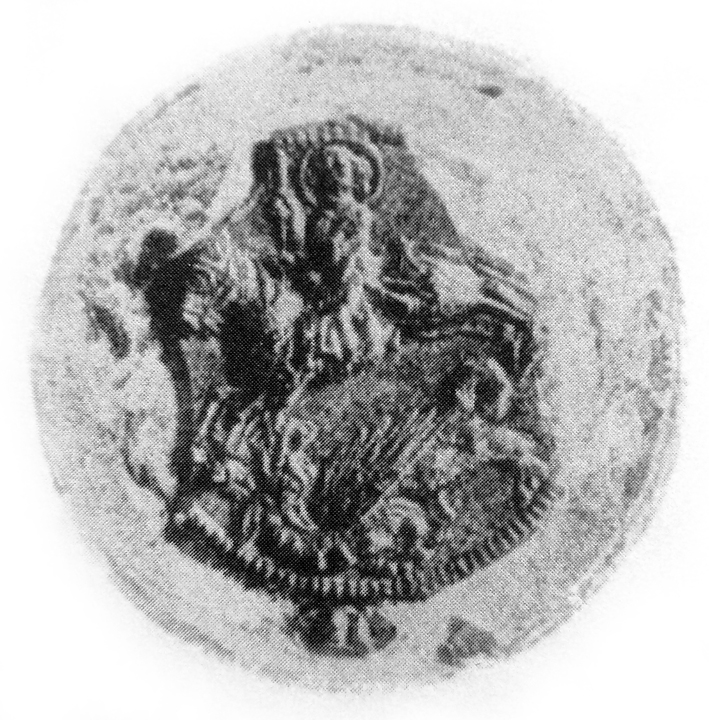
Герб Володимира 1324
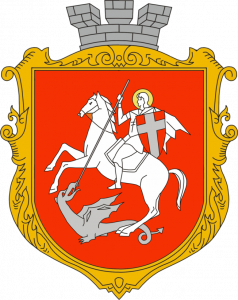
Герб Володимира
Герб Івана Виговського
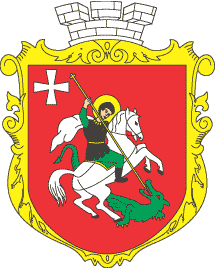
Герб Любомля
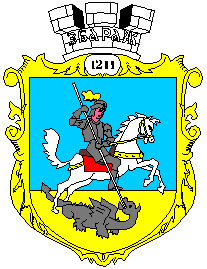
Герб Збаража
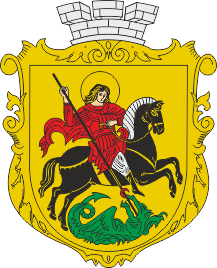
Герб Ніжина
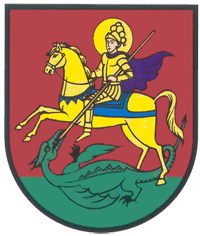
Герб Смотрича
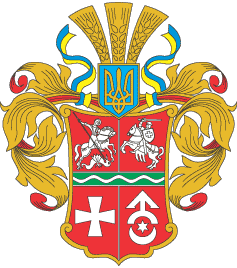
«Погоня» на гербі Старокостянтинівського району
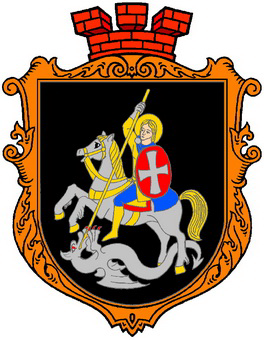
Тайкури
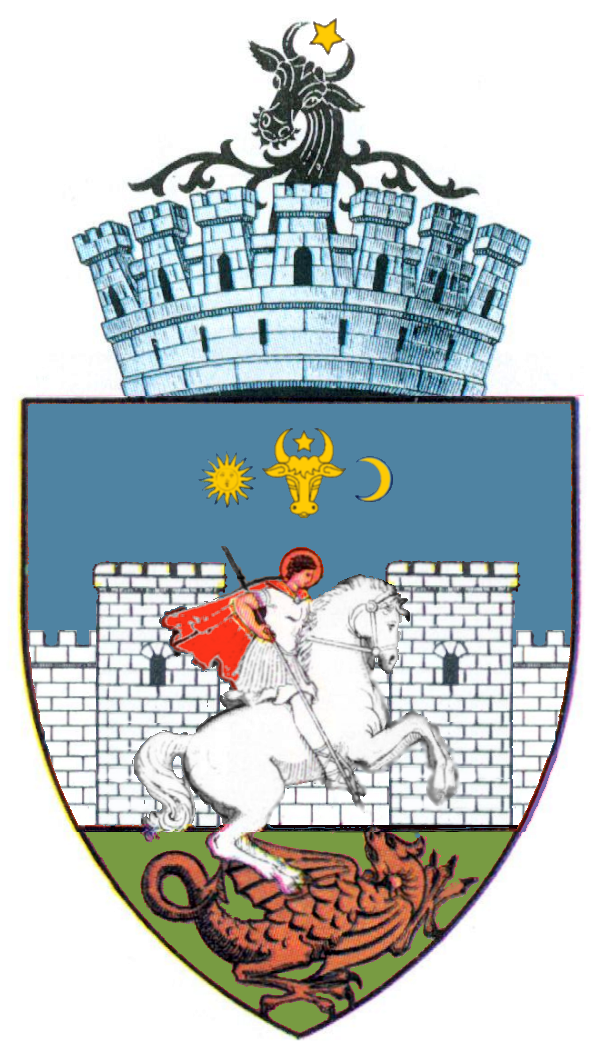
Сучава
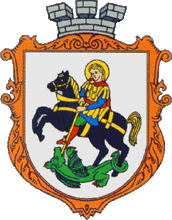
Білий Камінь
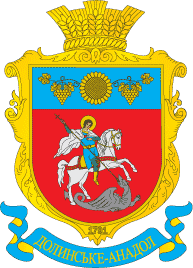
Долинське (Ізмаїльський район)

### Герби зі Святим Юрієм

Герб Грузії
Герб Москви 1781
Герб Київської області